# Lâu đài Jeanjaquet

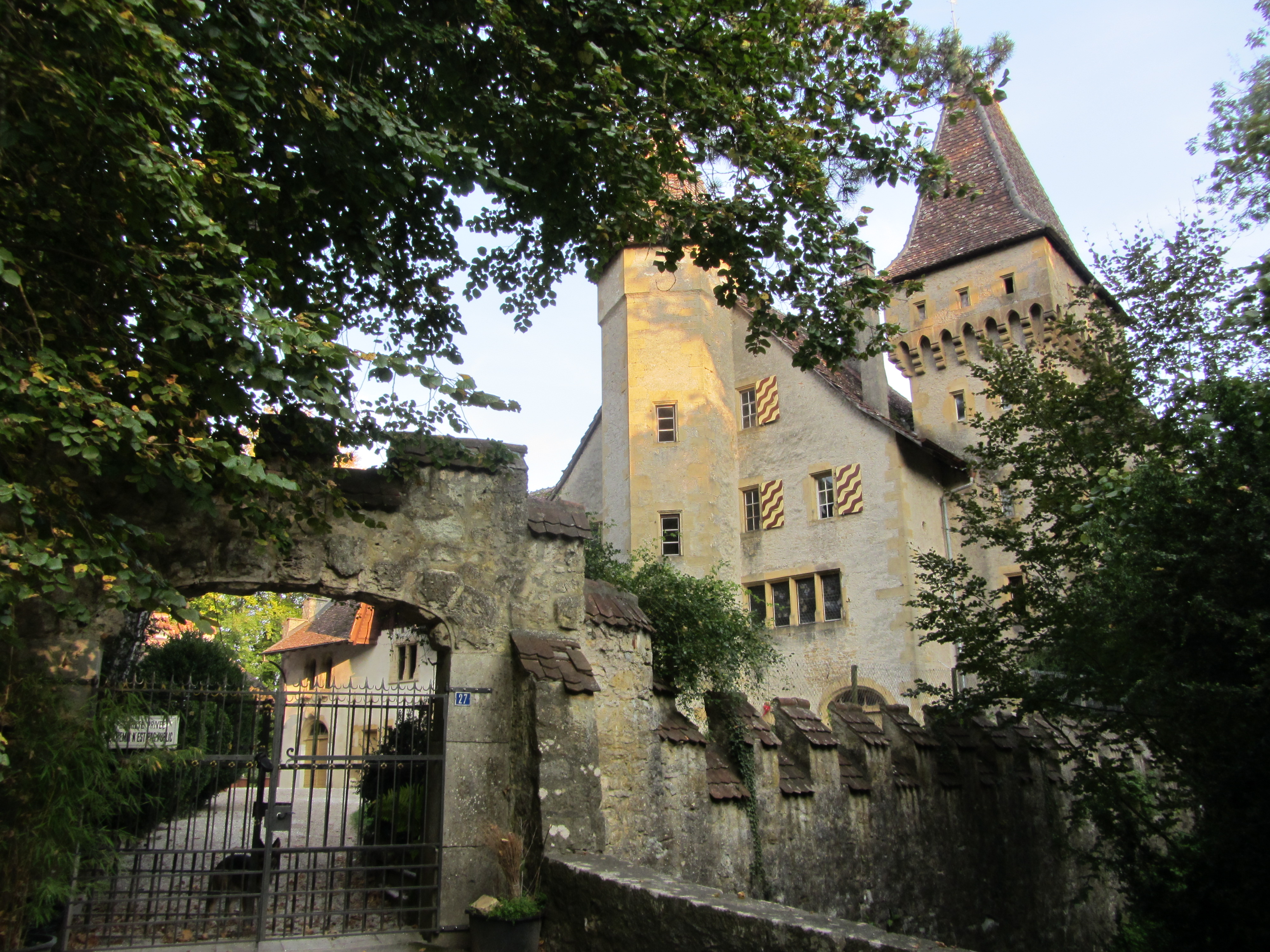
Lâu đài Jeanjaquet

Lâu đài Jeanjaquet là một lâu đài ở đô thị Cressier thuộc bang Neuchâtel của Thụy Sĩ. Đây là một di sản có ý nghĩa quốc gia của Thụy Sĩ.